# Sínia Molí Nou
La Sínia Molí Nou és una obra de Torrebesses (Segrià) inclosa a l'Inventari del Patrimoni Arquitectònic de Catalunya.

## Descripció
Restes d'una sínia. Es conserven alguns fonaments de la construcció, que permeten observar una estructura rectangular. Al seu interior encara es conserva la maquinària que permetia elevar l'aigua i la cisterna principal.